# Oleksa Dovbush
Oleksa Dovbush (Idioma ucraniano: Олекса Довбуш, polaco: Aleksy Dobosz; 1700-24 de agosto de 1745) fue un famoso forajido ucraniano en la República de las Dos Naciones. Fue líder del movimiento Opryshky,y con el tiempo fue considerado como un héroe popular de la región.

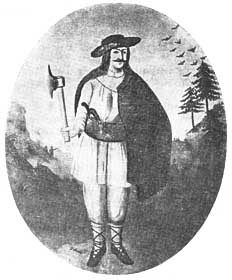
Retrato de Oleksa Dovbush

## Biografía
Oleksa nació en la aldea Hutsul de Pechenizhyn, Raión de Kolomyia, en los Montes Cárpatos a principios del siglo XVIII en la República de las Dos Naciones. Se convirtió en el líder de su propia banda que estaba compuesta por alrededor de 50 miembros (denominados "leheni"). La tradición popular lo presenta como un protector de la gente pobre de la región. De él y de sus actividades quedan pocas referencias escritas.
Las numerosas canciones populares y las pocas leyendas en prosa que aún sobreviven en Prykarpattia lo retratan como un héroe local quién le robaba a la gente acaudalada para ayudar a los siervos pobres, similar al bandido británico Robin Hood. 
Se cree que su residencia estaba ubicada cerca de la ciudad de Boléjiv en el Óblast de Ivano-Frankivsk. Es un complejo rocoso llamado las Rocas de Dovbush, que fue nominado como una de las siete maravillas históricas y naturales de Ucrania. 
Las hazañas de Dovbush fueron admiradas al grado que las historias de sus actos se extendieron más allá de la región de Hutsul, llegando hasta las regiones vecinas de Pokuttia y Podillia, en el oeste de Ucrania, donde sus retratos se vendían en los mercados locales. Era temido por la Szlachta polaca (nobleza terrateniente), quienes en una ocasión enviaron una expedición militar de 2000 soldados, encabezada por el magnate polaco Józef Potocki, para detener sus actividades. Sin embargo, no pudo ser capturado. 
Dovbush fue herido de muerte por un arma de fuego supuestamente por Stefan, el marido de su amante Dzvinka, en 1745.
Según un mito jasídico, Dovbush se escondió en una ocasión en la casa de Israel ben Eliezer y le dio su pipa como muestra de amistad.

## Legado
Después de su muerte, su legado fue ampliado por varios de sus compañeros y/o personas que lo idolatraban: Vasyl Bayurak (en Ivano-Frankivsk hay una placa conmemorativa que menciona su ejecución), Maksym Zalizniak, Ustym Karmaliuk, entre otros.
Su historia forma parte del folclore ucraniano y es objeto de obras artísticas, tales como el de los escritores Ivan Franko y Yuriy Fedkovych. Se hizo una película sobre él y hay calles y lugares que llevan su nombre.
El coreógrafo ucraniano Vasyl Avramenko creó un baile llamado "Dovbush".